# Икар
Ика́р (др.-греч. Ἴκαρος) — в древнегреческой мифологии сын Дедала и рабыни Навкраты, известный своей необычной смертью. По сюжету легенды о Дедале и Икаре создано множество произведений.

## История
Чтобы спастись с острова Крит от раздражённого Миноса, мастер Дедал сделал для себя и сына крылья, скреплённые воском, и Дедал просил: «Не поднимайся слишком высоко; солнце растопит воск. Не лети слишком низко; морская вода попадёт на перья, и они намокнут». Но уже во время перелёта в Элладу Икар настолько увлёкся полётом, что забыл наставление отца и поднялся очень высоко, подлетев слишком близко к Солнцу. Лучи Солнца растопили воск, Икар упал и утонул недалеко от острова Самос в море, которое и получило в этой части название Икарийского. Его тело, прибитое волнами к берегу, было похоронено Гераклом на маленьком островке Долиха, названном в его честь Икария.
Древние греки классического и более поздних периодов думали, что в форме мифа об Икаре и Дедале сохранилось воспоминание об изобретении косых парусов — по распространённой интерпретации, Дедал и Икар спаслись с Крита просто на корабле с косыми парусами, позволяющими использовать не только попутный, но и боковой и даже встречный ветер. До этого изобретения использовались только прямые паруса. Икар во время плавания упал за борт и утонул.

## Галерея

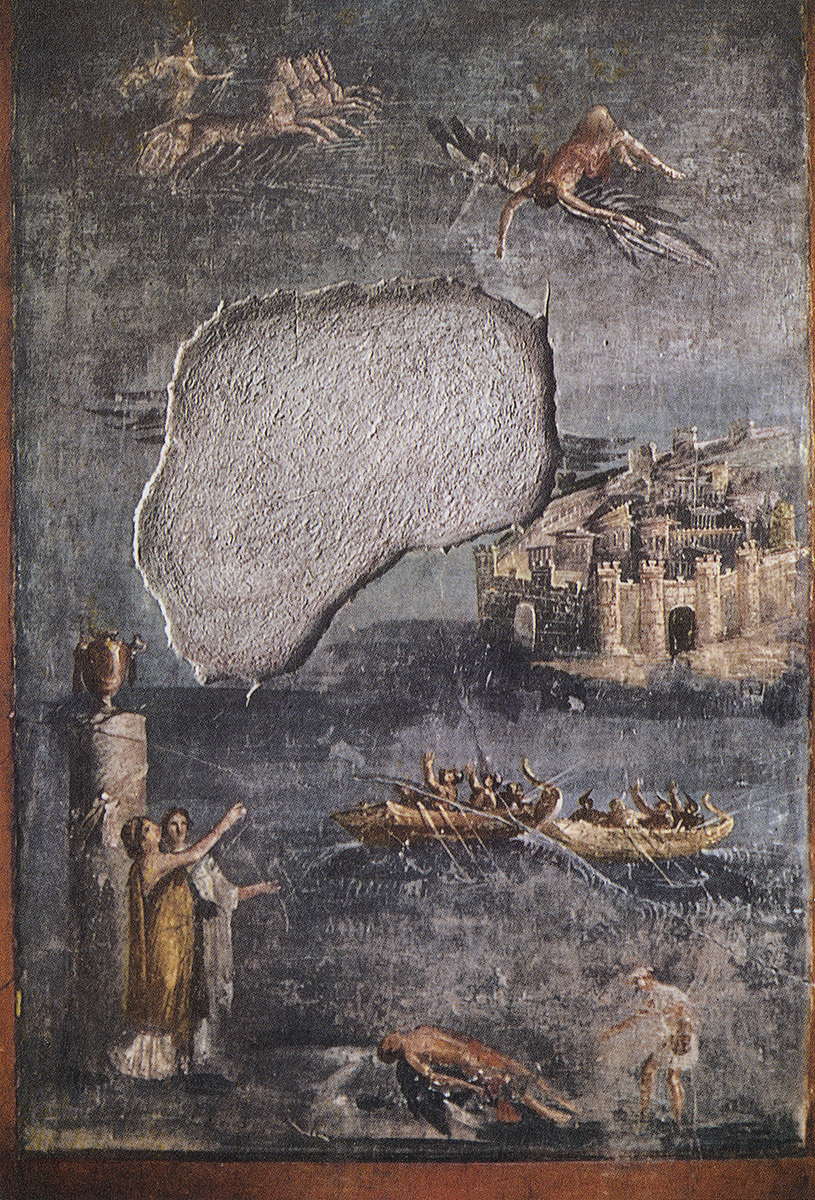
Падение Икара. Античная фреска из Помпей, 40—79 год
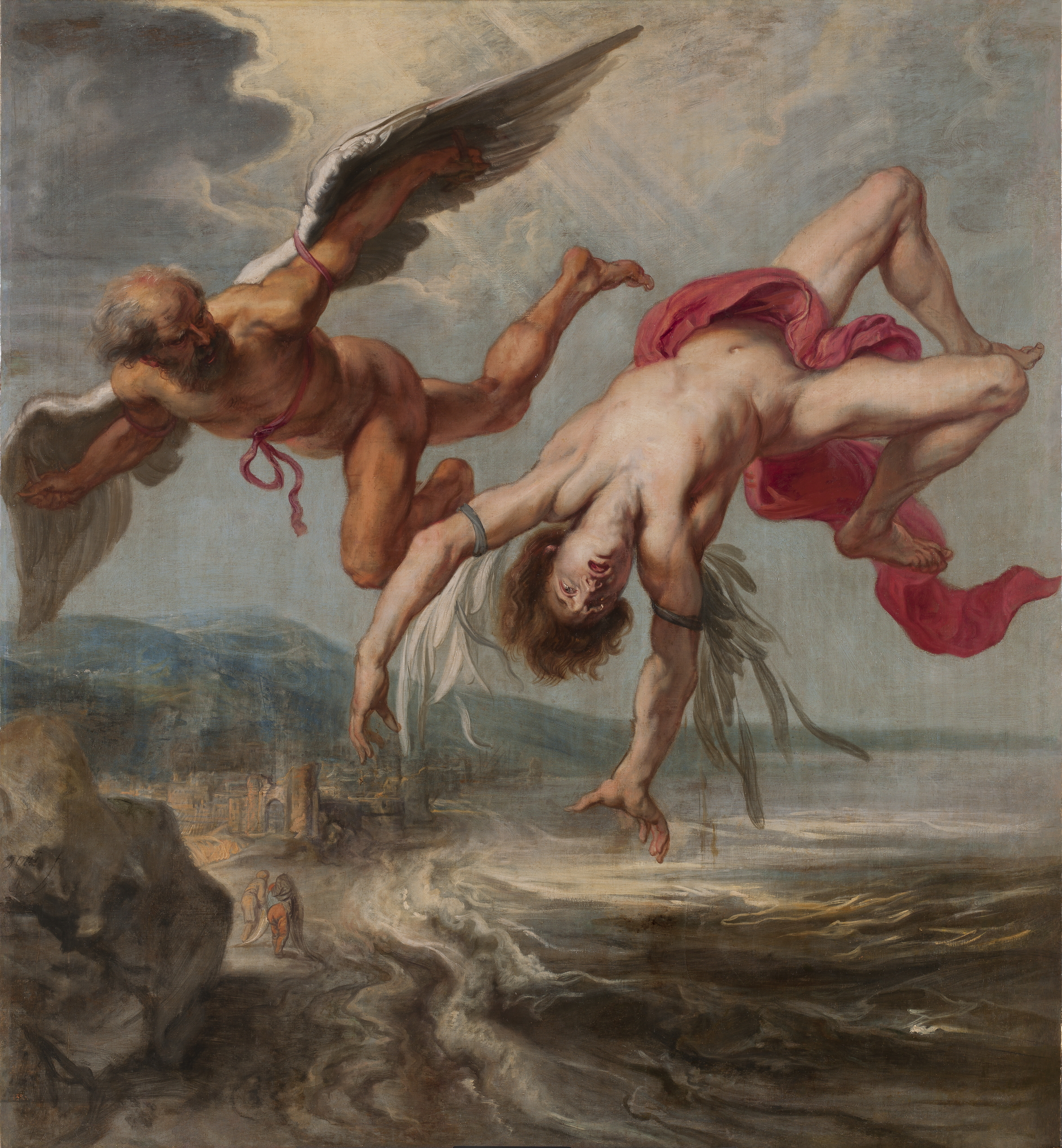
Полёт Икара Джейкоба Питера Гоуи[англ.] (1635—1637)
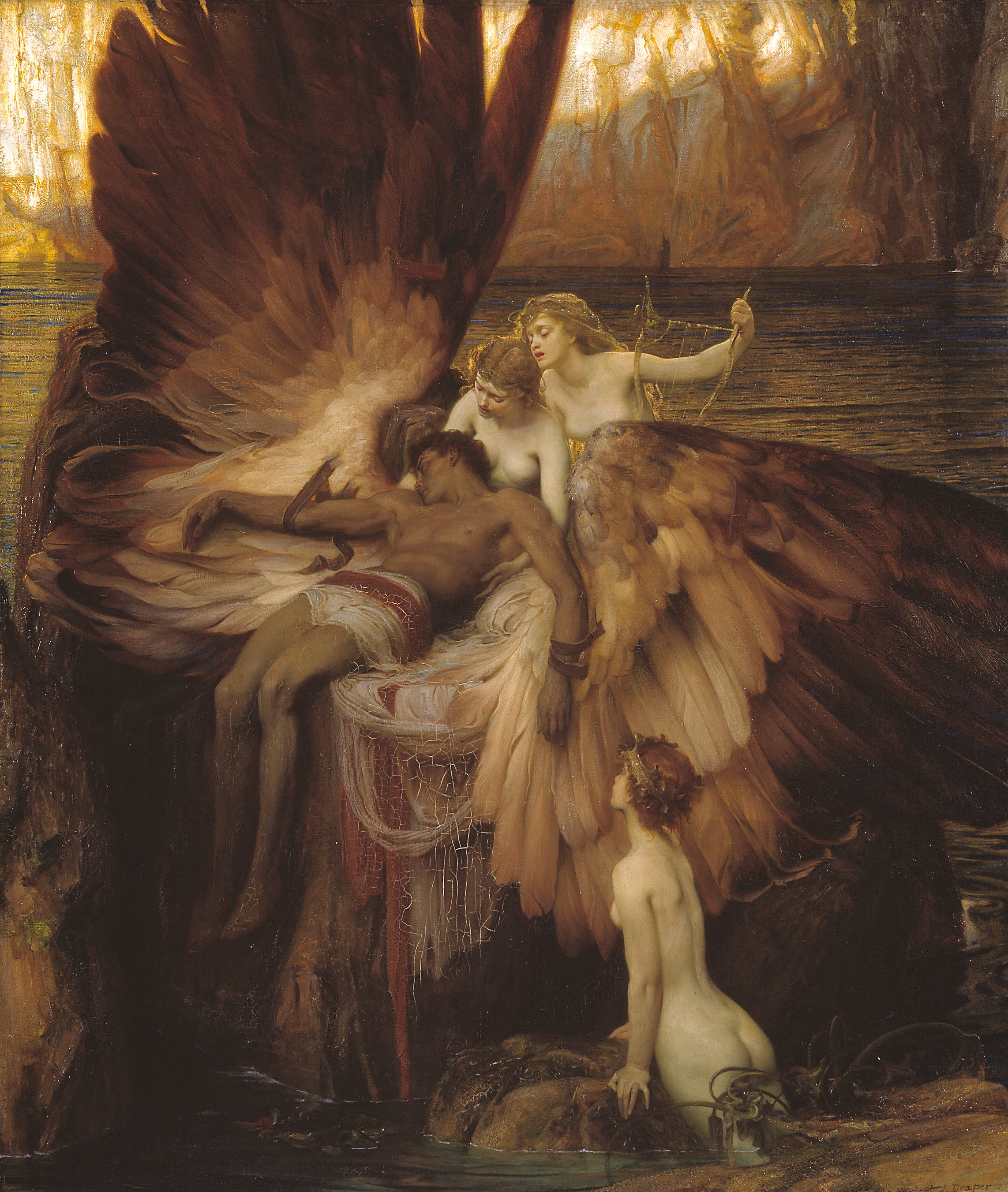
Оплакивание Икара (1898) Г. Дж. Дрейпера
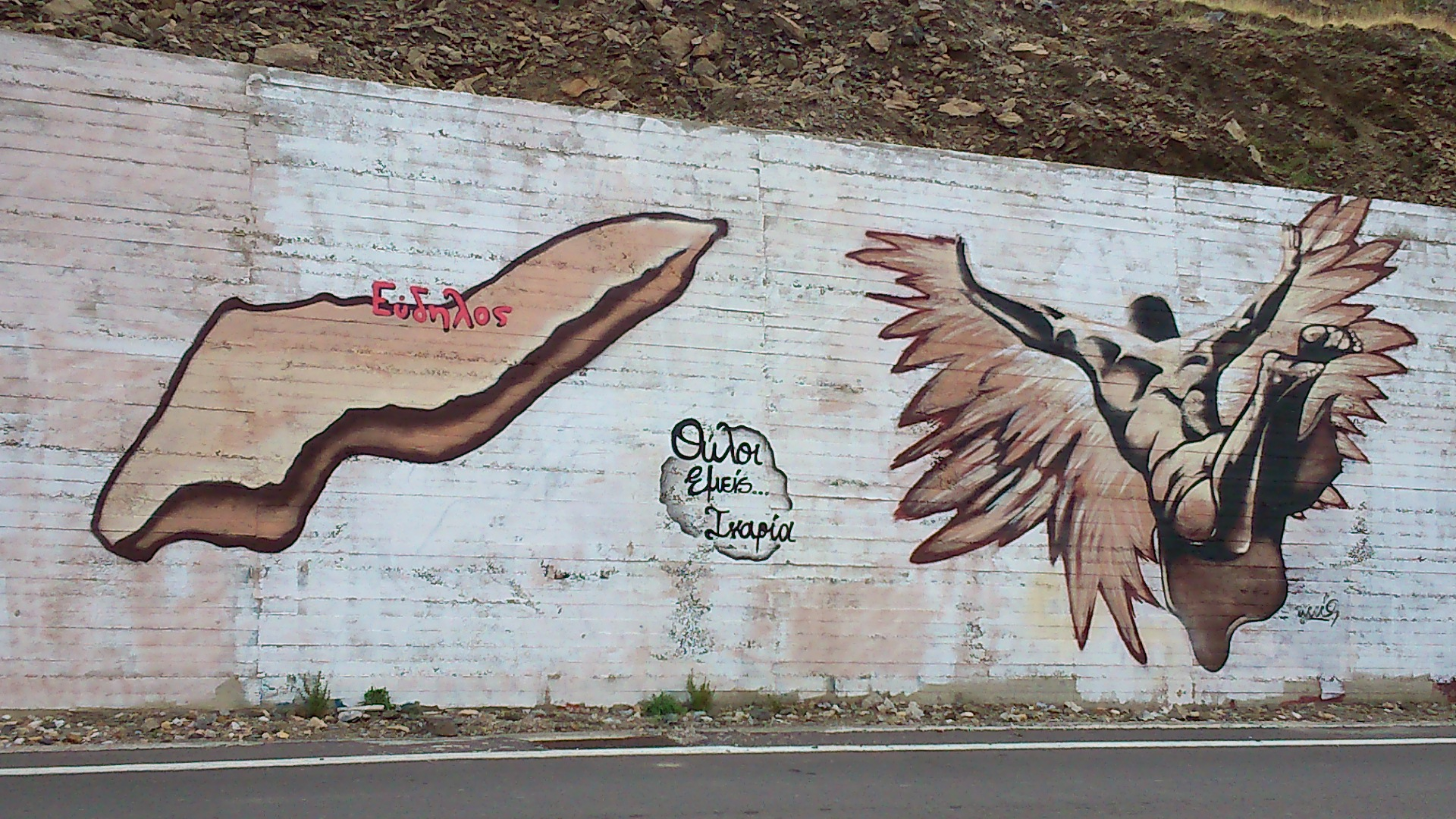
Современное уличное искусство острова Икария и падение Икара в непосредственной близости от деревни Эвдилос[англ.] в Икарии, Греция
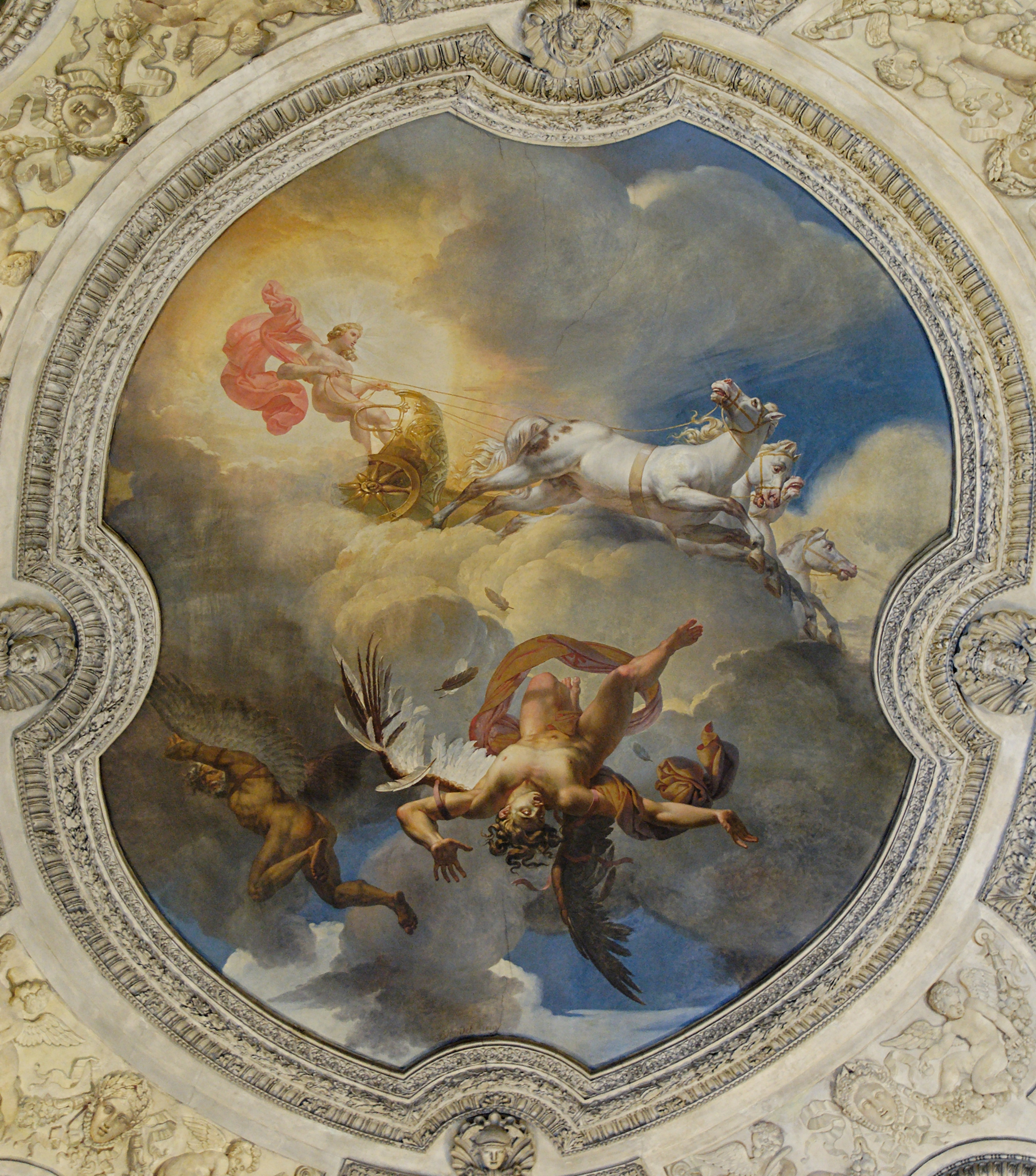
Солнце, или Падение Икара (1819) Мерри-Жозефа Блонделя, в Ротонде Аполлона в Лувре
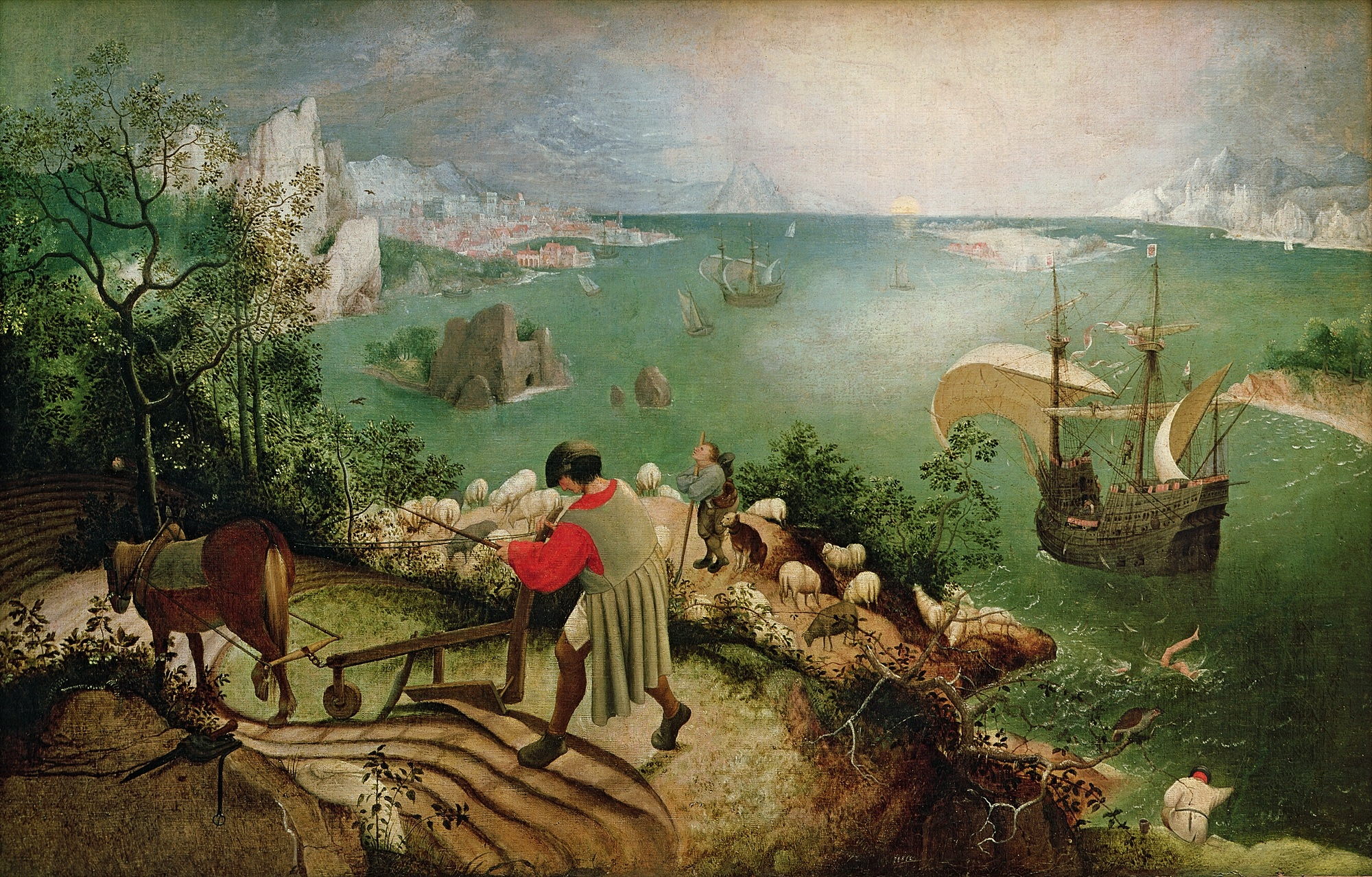
Брейгель. Падение Икара (ок. 1558), прославилась падением на едва заметное событие на заднем плане
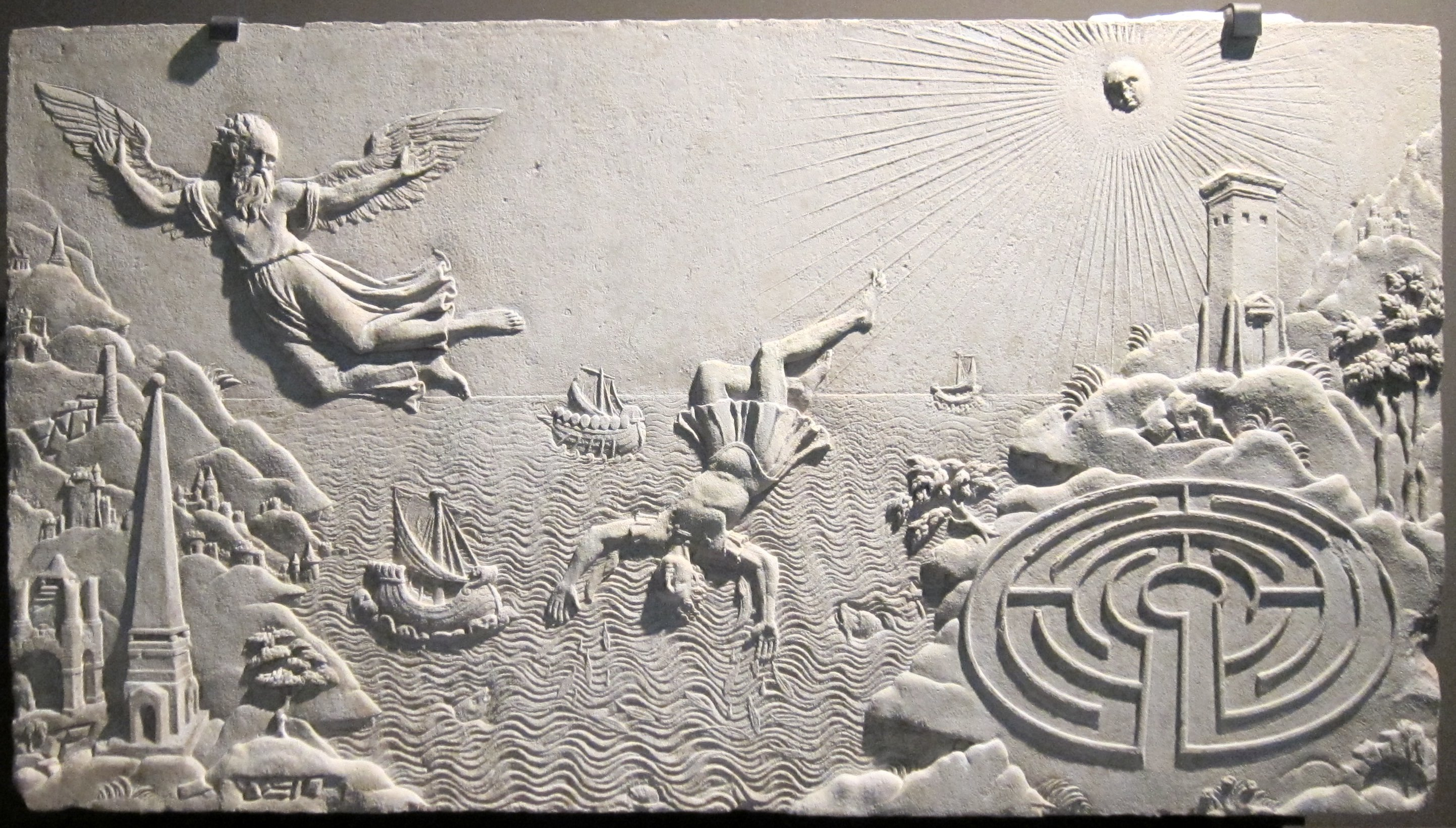
Рельеф XVII века с критским лабиринтом внизу справа (Музей Антуана Вивелла[англ.])
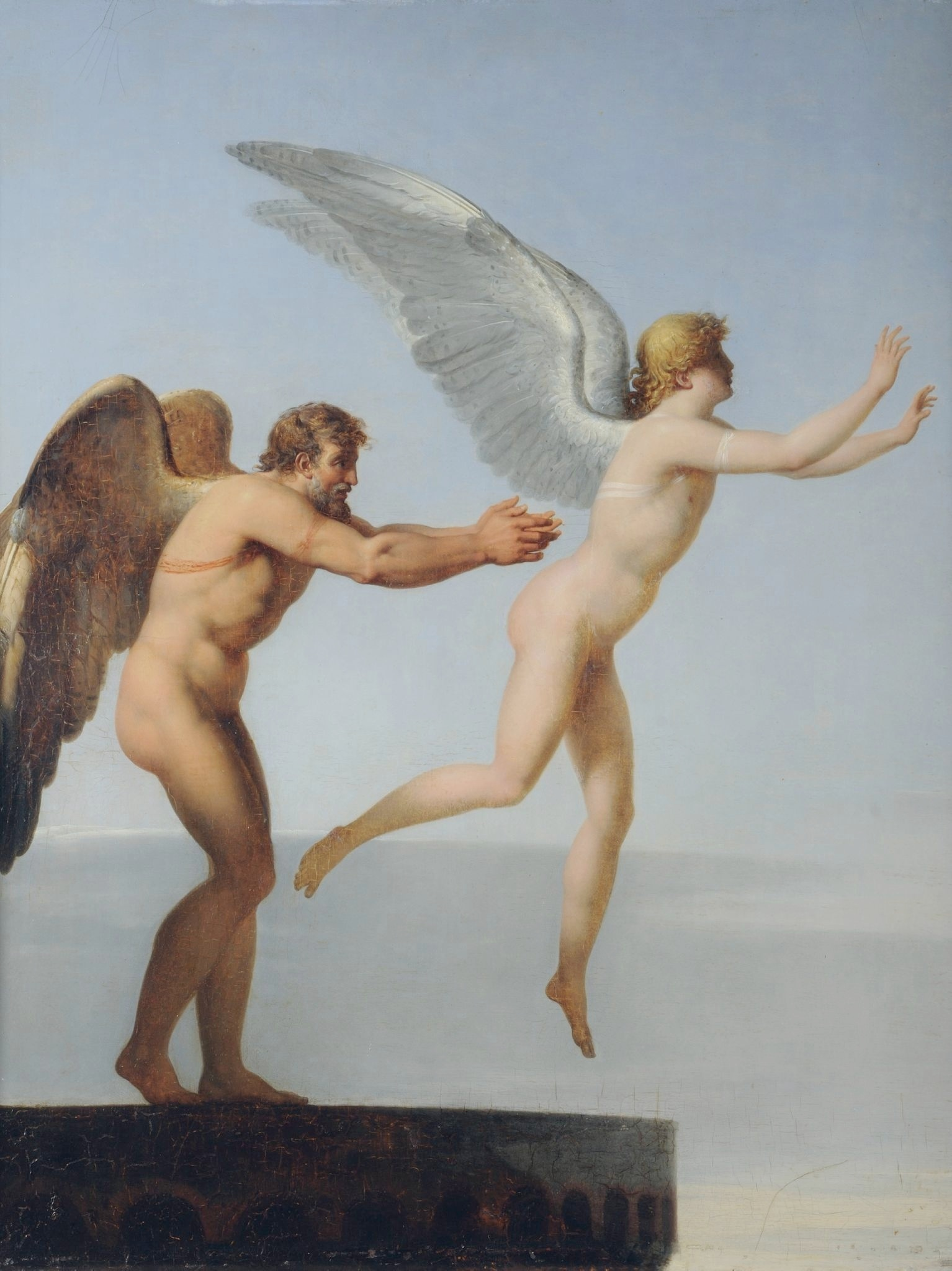
Икар и Дедал, Шарль Поль Ландон (1799)